# Isabel Martínez
Isabel Z. Martínez (* 10. Februar 1986 in Bern) ist eine Wirtschaftswissenschaftlerin. Sie befasst sich mit Forschungsfragen über Ungleichheit und gehört zu den einflussreichsten Ökonominnen der Schweiz.

## Leben
Isabel Martínez wuchs ins Bern auf. Ihre Mutter kommt aus der Schweiz, ihr Vater aus Spanien. Zusammen diskutierten sie schon früh am Mittagstisch über Verteilungsfragen, womit sich Isabel Martínez auch später während ihrer akademischen Karriere befassen sollte. 2009 absolvierte Martínez den Bachelor an der Universität Bern in Volkswirtschaftslehre und Politikwissenschaft. 2011 folgte der Master in Volkswirtschaftslehre. Martínez promovierte 2016 an der Universität St. Gallen, wo sie bis 2020 auch als Postdoc tätig war. Daneben arbeitete sie als Ökonomin beim Schweizerischen Gewerkschaftsbund SGB. Seit April 2020 forscht sie an der KOF Konjunkturforschungsstelle der ETH Zürich. Martínez befasst sich mit den Themen der Arbeitsmarktökonomie. Hauptgegenstand ihrer empirischen Forschung sind Einkommens- und Vermögensungleichheit. Seit 2018 ist sie Mitglied der Schweizer Wettbewerbskommission. Zudem ist sie Teil des internationalen Forschungsnetzwerks des Ökonomen Thomas Piketty, das eine Weltungleichheitsdatenbank aufbaut.
Martínez gehört zu den einflussreichsten Ökonominnen in der Schweiz. Die Tageszeitung NZZ nahm sie 2020 neu in ihr Ökonomen-Ranking auf und listete sie unter die Top 20. 2021 stieg sie als auffälligste Aufsteigerin auf Platz 8 auf.

## Medien
In den Medien gibt Martínez regelmässig Auskunft über ihre Forschungsergebnisse und das aktuelle Weltgeschehen. So äusserte sie sich etwa, wie sich die Corona-Krise auf die Vermögensverteilung auswirkt oder wie es um die Frauendiskriminierung steht. Auch im SRF-Nachrichtenmagazin 10vor10 nahm sie Stellung zur Ungleichheit und deren Entwicklung. Martínez selbst schreibt jeden Monat eine Kolumne in der Handelszeitung.

## Publikationen
- mit Reto Föllmi: Volatile Top Income Shares in Switzerland? Reassessing the Evolution Between 1981 and 2010. In: The Review of Economics and Statistics. Vol. 99, 5, 2017, S. 793–809.
- mit Emmanuel Saez, Michael Siegenthaler: Intertemporal Labor Supply Substitution? Evidence from the Swiss Tax Holiday. In: NBER Working Paper. No. 24634. Conditionally accepted by the American Economic Review in May 2020.